# Roy Low
Antohny Roy Low (Watford, 8 luglio 1944) è un ex calciatore inglese, di ruolo attaccante.

## Caratteristiche tecniche
Era un'ala.

## Carriera
Tra il 1961 ed il 1964 gioca nelle giovanili del Tottenham, club con il quale durante la stagione 1964-1965, all'età di 20 anni, esordisce tra i professionisti segnando una rete in 6 presenze nella prima divisione inglese; rimane agli Spurs anche per l'intera stagione 1965-1966 (una presenza in campionato) e per la prima metà della stagione 1966-1967 (in cui gioca la sua ottava ed ultima presenza in carriera in prima divisione), per poi passare al Watford, altro club londinese (con sede nel quartiere in cui Low era nato), militante in terza divisione: con gli Hornets trascorre in tutto una stagione e mezzo, andando in rete per 6 volte in 24 partite di campionato giocate, per poi trasferirsi a chiudere la carriera nei semiprofessionisti del Bedford Town.